# René Spitz
René Árpád Spitz (Wenen, 29 januari 1887 - Denver, 11 september 1974) was een Oostenrijkse psychoanalyticus die bekendheid verwierf met zijn onderzoek naar de affectiebehoefte van heel jonge kinderen. 

## Biografie
Spitz groeide op in Oostenrijk-Hongarije en studeerde er geneeskunde. In 1932 vestigde hij zich in Parijs om er gedurende zes jaar psychoanalyse aan de École normale supérieure te doceren. In 1939 emigreerde hij naar de Verenigde Staten en ging hij werken in het Mount Sinai hospital. Hij doceerde aan verschillende universiteiten en ging ten slotte onderzoek doen aan de Universiteit van Colorado. Hij observeerde heel jonge kinderen met het oog op hun affectiebehoefte.
Spitz vergeleek kinderen die in een gezin opgroeiden en veel warmte en aandacht kregen met kinderen die in een tehuis opgroeiden en deze warmte en aandacht niet ontvingen. De baby's in het tehuis waren apathischer en bleven achter in hun psychische en lichamelijke ontwikkeling. Na één jaar was een derde van de baby's uit deze groep zelfs overleden. Hieruit concludeerde hij dat affectie een levensnoodzaak is.

## Publicaties (selectie)
- Spitz, R.A. (1957). No and yes : on the genesis of human communication., New York: International Universities Press.
- Spitz, R.A. (1965). The first year of life : a psychoanalytic study of normal and deviant development of object relations. New York : International Universities Press.